# Zuidoostelijke koeskoes
De zuidoostelijke koeskoes (Phalanger intercastellanus) is een zoogdier uit de familie van de koeskoezen (Phalangeridae). De wetenschappelijke naam van de soort werd voor het eerst geldig gepubliceerd door Oldfield Thomas in 1895.

## Kenmerken
P. intercastellanus is een kleine koeskoes met een variabele vachtkleur. Bij Nieuw-Guinese dieren zijn mannetjes grijsachtig en vrouwtjes roodachtig. Anders dan bij de witte koeskoes hebben vrouwtjes geen witte staartpunt. De kop-romplengte bedraagt 354 tot 440 mm, de staartlengte 277 tot 325 mm, de achtervoetlengte 46,5 tot 55 mm, de oorlengte 19,6 tot 27,3 mm en het gewicht 1400 tot 2000 g.

## Verspreiding
Deze soort komt voor in het zuidoosten van Papoea-Nieuw-Guinea en op de nabijgelegen eilanden Fergusson, Goodenough, Ito, Kiriwina, Misima, Normanby, Rossel, Sariba, mogelijk Sideia en Sudest. P. mimicus uit zuidwestelijk Nieuw-Guinea en het Kaap York-schiereiland werd tot 2001 ook tot P. intercastellanus gerekend; zelf werd P. intercastellanus ook lange tijd tot de witte koeskoes (P. orientalis) gerekend.